# Marshall Law
Marshall Law (マーシャル・ロウ Māsharu Rou) er en figur fra computerspilserien Tekken. Han er kinesisk amerikaner, og bruger en lang række forskellige kampteknikker. Han kendes til tider som "The Fighting Chef", og optrådte første gang i serien i det første spil.
| Spilfigurer | Spire Denne spilfigur-relaterede artikel er en spire som bør udbygges. Du er velkommen til at hjælpe Wikipedia ved at udvide den. |